# 第一代阿伯康公爵詹姆斯·漢密爾頓
詹姆斯·漢密爾頓（英語：James Hamilton，1811年1月21日—1885年10月31日），第一代阿伯康公爵，1868年之前稱阿伯康侯爵（Marquess of Abercorn），1866年至1868年、1874年至1876年擔任愛爾蘭總督。

## 家庭
1832年，詹姆斯與貝德福德公爵約翰·羅素的女兒路易莎結婚，兩人共有4子3女：
1. 路易莎（英语：Louisa Hamilton, Duchess of Abercorn）（1836年—1912年），巴克盧公爵夫人
2. 詹姆斯（1838年—1913年），第二代阿伯康公爵
3. 克勞德（英语：Lord Claud Hamilton (1843–1925)）（1843年—1925年）
4. 喬治（英语：Lord George Hamilton）（1845年—1927年）
5. 雅伯達（英语：Albertha Spencer-Churchill, Duchess of Marlborough）（1847年—1932年），馬爾博羅公爵夫人
6. 莫德（英语：Maud Petty-Fitzmaurice, Marchioness of Lansdowne）（1850年—1932年）
7. 腓特烈（英语：Lord Frederick Spencer Hamilton）（1856年—1928年）